# Eugène Everarts de Velp
Eugène Charles Joseph Marie Jean Ghislain Everarts de Velp (Chaumont-Gistoux, 29 augustus 1866 - Blanmont, 21 mei 1952) was een Belgisch volksvertegenwoordiger.

## Biografie

### Familie
Eugène Everarts de Velp was een zoon van Joseph Everarts (1819-1885) en Pauline Goës (1838-1926). Hij trouwde in 1902 in Brussel met Marthe Osy de Zegwaart (1877-1963). Ze kregen drie zoons en drie dochters.
- Joseph Everarts de Velp (1905-1980), industrieel, trouwde in 1928 in Elsene met Yolande d'Hoop (1902-1973), dochter van Alfred d'Hoop, conservator bij het Rijksarchief en voorzitter van de Association des conservateurs d'archives, de bibliothèques et de musées. Ze kregen drie zoons en vier dochters, met afstammelingen tot heden.
- Charles Everarts de Velp (1909-2002), secretaris van koning Leopold III en secretaris-generaal van de Wereldtentoonstelling van 1958, trouwde in 1945 in Ophain-Bois-Seigneur-Isaac met barones Marguerite Snoy et d'Oppuers (1912-2002), dochter van baron Thierry Snoy et d'Oppuers, burgemeester van Ophain-Bois-Seigneur-Isaac en senator. Ze kregen een zoon en vier dochters, met afstammelingen tot heden.
- Ghislaine Everarts de Velp (1911-1956), trouwde in 1935 in Chastre-Villeroux-Blanmont met jhr. Joseph de Foy (1897-1969), officier, en broer van Robert de Foy, administrateur-generaal van Staatsveiligheid. Ze kregen drie zoons en twee dochters, met afstammelingen tot heden.

### Loopbaan
Hij was van 1904 tot 1921 gemeenteraadslid van Chastre-Villeroux-Blanmont. Hij was ook provincieraadslid van Brabant van 1894 tot 1929. In 1929 werd hij verkozen tot katholiek volksvertegenwoordiger voor het arrondissement Nijvel en vervulde dit mandaat tot in 1932.

## Archief
Het archief van de familie Everarts de Velp (1600-1932) wordt bewaard in het Rijksarchief te Brussel.